# تورغوت أتاكول
تورغوت أتاكول (بالتركية: Turgut Atakol)‏ كان لاعب كرة سلة تركي.

## روابط خارجية
- تورغوت أتاكول على موقع أوليمبيديا (الإنجليزية)
- تورغوت أتاكول على موقع أوليمبيديا (الإنجليزية)